# Lyubomir Ivanov
Lubomir Ivanov é um matemático, geógrafo, linguista e politico búlgaro.
Presidente da secção "Lógica Matemática" no Instituto de Matemática e Informática da Academia de Ciências da Bulgária (1990-2011). Presidente do Comissão Búlgara para os Topônimos Antárticos desde 1994, e representante nacional no Comitê Permanente sobre Informação Geográfica Antártica da Comitê Científico sobre Pesquisa Antártica. Presidente da Fundação Manfred Wörner desde 1994. Presidente do Clube Atlântico da Bulgária (2001-2009).

## Biografia
Lyubomir Ivanov nasceu em 7 de Outubro de 1952, em Sofia.
No período de 1986-1988, ele organizou uma campanha bem sucedida dissidente contra a candidatura de Sófia para hospedagem na cidade e na montanha de Vitocha as Olimpíadas de Inverno de 1992 e 1994. Ivanov era um ativista da associação independente Ecoglasnost em 1989. Autor da Carta '89 para a preservação do património natural da Bulgária. Co-fundador da associação Fundo do Região Selvagem e do Partido Verde, 1989. Participante no Mesa Redonda Nacional, 1990.  Membro do Conselho Nacional de Coordenação da União das Forças Democráticas (1990-1991). Deputado do VII Grande Assembleia Nacional. Ele foi autor de trabalhos científicos no campo da matemática, linguística e toponímia, que foram aplicadas, em particular, na concepção do Sistema direto de transliteração do alfabeto búlgaro. Ivanov sugere o uso de sua abordagem para transliteração também para outros alfabetos cirílicos, notavelmente o alfabeto russo. Participante em várias expedições à Antártica e autor dos primeiros mapas topográficos búlgaros da Antártica. Líder do levantamento topográfico Tangra 2004/05, observado pelo Discovery Channel como um evento da linha do tempo na exploração da Antártica.

## Prêmios
Em 1987, foi galardoado com o prémio Nikola Obreshkov – a mais alta condecoração nacional para realizações em matemática, para sua monografia Algebraic Recursion Theory. Prêmio pelo ACNUR para estudos de refugiados.